# マーズ (漫画)
『マーズ』は、横山光輝による日本の漫画。『週刊少年チャンピオン』（秋田書店）において、1976年3月29日号から1977年2月28日号まで全48回、約11か月連載された。同誌では『バビル2世』、『あばれ天童』に続く3作目の連載作品であり、横山のSFジャンル作品では最後の週刊誌長編連載となる。連載当時の冷戦を含む世相に対する警鐘のような作品で、衝撃的なラストで幕を閉じる。
アニメ化作品として、1981年のテレビアニメ『六神合体ゴッドマーズ』、1994年のOVA『マーズ』、2002年のテレビアニメ『神世紀伝マーズ』がある。『マーズ』と『神世紀伝マーズ』については本稿の#アニメーションの項目で取り上げる。

## あらすじ
海底火山の噴火によってできた新島「秋の島新島」を取材していた毎朝新聞記者・岩倉は、島の上に立つ全裸の少年を発見する。言葉も話せず、身元も不明なため、医者に引き取られることになった少年だったが、瞬く間に言葉や、様々な事柄を習得していくなど非人間的な能力をのぞかせ始める。実は、彼ははるか太古（古代エジプト文明の時代）に地球に訪れた異星人が地球人の潜在的な進歩の可能性とその残虐な本性の将来を恐れ、宇宙にとって地球人が危険な存在となった場合に地球ごと破壊し人類を抹殺するキーとしてセットされた少年「マーズ」だった。
しかしマーズは、火山活動の影響により予定（21世紀末）より100年早く目覚めたため、地球を破壊するという使命を忘れていた。マーズと同じく異星人により地球にセットされた6人の監視者に、危険な存在となった地球人を滅ぼすように促されるが、地球人が滅ぼさなければいけない程に危険な存在とは思えなかったマーズは、地球を滅ぼすためのロボットでもある「ガイアー」とともに、6人の監視者と彼らの操るロボット「六神体」と戦う決意をする。
かたや、秋の島新島に隠されたマーズの秘密を探りに行った岩倉は、爆発の影響でマーズを格納していた部屋に閉じ込められる。そこでマーズの教育装置の表示する文字を解読した岩倉は、恐るべき事実を知る。
マーズは第四の神体までを破壊することに成功するが、東京が第五の神体ウラエウス、そして第六の神体ラーに襲撃される。自衛艦を使ったおとり作戦でマーズはウラエウスを撃破するが、六神体すべてが破壊されたときにガイアーが爆発するという岩倉のもたらした情報を知ったことでラーに苦戦する。防衛庁長官の遺言となった神体の弱点となる情報を元に、マーズはラーに最後の戦いを挑む。
マーズはラーに勝利するが、暴徒と化した人間たちが「地球が滅ぶとは嘘だったのか」とマーズに襲い掛かり、自衛隊がマーズを守るため止むを得ず暴徒を射殺する。人間たちの醜い争いを目の当たりにしたマーズは、なぜこのような動物を守ろうとしたのかと自問してガイアーの内蔵爆弾を起動、地球を消滅させる。

## 登場人物
マーズ
秋の島新島に全裸で立ちつくす状態で発見された謎の少年。カラー画稿では赤髪・赤眼で描かれる事が多く（モノクロ画では黒ベタ）、収容時の病院着以降は白いジャケットを着用し、中のシャツは物語の進行に応じて3回（横ライン、チェック、青シャツ）着替えられた。
その正体は異星人によって地球を破壊するべくキーとして地球にセットされた人造人間（無性生殖人間）。身体能力は人間を遙かに凌駕しており、ビルの屋上から屋上へと跳躍できるほどのジャンプ力を持ち、その拳は岩をも砕く。毛髪はマーズの体温以外では鋼鉄のような硬さとなり、その髪の毛を飛ばして対象を攻撃することもできる。火山活動により予定より100年早く目覚めたため、使命を忘れていた。
怪我を負った場合は通常の（地球人向けの）医療行為では治らない。回復力は並々ならぬものがあるが、ある程度の怪我を負うと細胞が腐り始めてしまい、そうなった場合は秋の島新島の装置内にある細胞液でしか治療できない。またレントゲンでは頭部が写らないという特徴がある。
名称はローマ神話の軍神マルスの英語名から。テレビアニメ『六神合体ゴッドマーズ』では「明神タケル」という地球名が与えられ、設定も大きく異なる。
監視者
マーズと同じく異星人によって、地球の監視を行うためにセットされた6人の無性生殖人間。個体名はミロを除いて不明（派生作品ではそれぞれ別の名称がつけられている）。マーズよりも先に目覚め、地球を監視してきた。現在は全員スーツ姿で世界中に散って人間社会に溶け込み、ニューヨーク高層ビルを基幹拠点としてニューヨークポスト記者を名乗る等偽装している。任務のためには自身の死を全く厭わず、人類滅亡の任務を遂行しないマーズを殺してガイアーの体内の爆弾（「水爆のなん千倍の爆弾」〈第1巻〉、核爆弾〈第4巻以降〉）を起爆させるため、六神体を使ってマーズに襲いかかる。身体能力はマーズ同様人間を遥かに凌駕しており、催眠術や発火能力などの超能力を持つ者もいる。
ウラヌスの搭乗者
髭を蓄えた白髪の壮年男性。
ウラヌスでマーズと戦うが、ガイアーに敗れて神体とともに消滅させられる。
OVA版では「アル」、テレビアニメ『神世紀伝マーズ』では「ハザード」という名で登場する。
OVA『ジャイアントロボ THE ANIMATION -地球が静止する日』には「激動たるカワラザキ」、2001年テレビアニメ版『バビル2世』には「ムルガ」という、彼を基にしたキャラクターが登場している。
ミロ
第二の神体スフィンクスに搭乗する、長髪でサングラスをかけている青年男性。
マーズをおびき寄せるためスフィンクスでエジプトを焼き払いガイアーと戦うが、高熱をもってしてもガイアーの表面の付着物を焼き剥がす程度にしかならず、最期はマーズの抹殺を他の監視者に託し神体とともに爆死する。
テレビアニメ『神世紀伝マーズ』では「ホッパー」という名で登場する。
第三の神体の搭乗者
片眼鏡をつけ、髭を生やしている中年男性。当初は葉巻を吸っていた。
第三の神体でマーズを襲う。ガイアーの攻撃を受けた神体から脱出してマーズを銃撃、重傷を負わせるがガイアーの光子弾を受けて消滅する。
OVA版では「ギル」、テレビアニメ『神世紀伝マーズ』では「エリント」という名で登場する。
OVA『ジャイアントロボ THE ANIMATION -地球が静止する日』には「衝撃のアルベルト」という、彼を基にしたキャラクターが登場している。
シンの搭乗者
スキンヘッドの中年男性。
シンでマーズと戦い、身体の腐敗した彼を追い詰めるが、ガイアーの攻撃を受け地中で自爆する作戦を決行、大地震を起こす。
OVA版では「シン」、テレビアニメ『神世紀伝マーズ』では「ブロック」という名で登場する。
OVA『ジャイアントロボ THE ANIMATION -地球が静止する日』には「オロシャのイワン」という、彼を基にしたキャラクターが登場し、2001年テレビアニメ版『バビル2世』にも同じ姿のキャラクターが登場している。
ウラエウスの搭乗者
横別けの長い前髪をした長髪の青年男性。
秋の島新島にあるマーズを収納していた施設を破壊しにやってきたが、応戦装置に返り討ちにされ機体が大破、一時退却して機体を修理する。その後再び秋の島新島を襲撃し施設を破壊、さらにマーズを出させるために東京を攻撃し続けるが、自衛隊の司令官に「マーズは自衛艦ゆきかぜに乗っている」と言われ追うものの、それはマーズの流した偽情報であった。おとり作戦にかかり、ゆきかぜを襲う際にガイアーに奇襲され、最期は核爆弾で自爆する。
OVA版では「ニケ」という女性に変更されている。テレビアニメ『神世紀伝マーズ』では「アクセル」という名で登場する。
ラーの搭乗者
落ち着いた雰囲気の長髪の中年男性。
マーズと最初に接触し、その使命を教える。人間に対して催眠術を使うことができる。マーズを引き出すために東京を破壊し、地球人の精神的な弱さを突くように民衆達を攻撃して追い詰め続け、マーズへの不信感を煽る。さらに民衆達に「政府は自分たちをだましている」とそそのかし、「マーズを引き渡したら攻撃をやめる」と嘯くといった作戦を用いる。
マーズの作戦でラーを作動停止に追い込まれた（破壊はされていない）後、マーズと肉弾戦で戦い敗れて死亡する。死の間際、マーズが「正気」に返って使命を思い出す事に任務達成の望みを託し、「正常に戻れ」と言い残す。その望みは直後に実現する。
OVA版では「ラー」、テレビアニメ『神世紀伝マーズ』では「ラッシュ」という名で登場する。

その他の登場人物など
岩倉記者
秋の島新島で最初にマーズを発見した毎朝新聞の記者。その後マーズに関わる地球の危機を知り、秋の島新島に戻り上陸した際、マーズが安置されていた施設に閉じ込められる。何とか脱出するため、また少しでも役に立とうと文字を解読する勉強をしていた際、マーズを含む監視者たちと六神体の秘密を知る。
食べるものもなく（仕方がないので自身の革靴や皮ベルトを食べた）、飲み水もマーズ治療用の細胞液しかない状態（最初は「変な味の水」として飲んでいたが、治療用の細胞液であることを知ってからは飲むのを止めていた）の中で衰弱。ウラエウスの監視者が島を攻撃した際に天井が割れ地表への脱出に成功するが、島の応戦装置が仇となり彼を確認し救助しようとした飛行機を撃墜される。その後、ガイアーに守られつつ瀕死の状態で到着したマーズを細胞液内に入れ復活させるも、直後に「秋の島新島が神体に占領されている」と勘違いした軍隊の攻撃を受け、崩れた瓦礫の下敷きになる。マーズはすぐに救出して医者に託そうとしたが、そこに再びウラエウスの監視者の襲撃を受け、二転三転する状況の中で適切な治療を受けられないままに時が過ぎる。
瀕死の状況の中、自分の解読したことをマーズへ伝える。最終的にはマーズに救出されて秋の島新島から帰還するが、栄養失調に怪我が重なって病院で死亡。しかし最後の力を振り絞って防衛庁長官に「マーズが恐怖の感情を持たない生体的なロボットにすぎず、記憶と共に本来の意識を取り戻せばガイアーを爆発させる恐れがある」と伝えていた。
院長先生
秋の島新島から救出されたマーズが入院した、東京総合病院の院長。記憶が無く言葉も話せないマーズを、自分の家に連れて行って養生させる。
春美
院長先生の娘、女子校生。記憶の無いマーズに地球人の良識的な考え方などを教える。原作を基準としたアニメ版数作ではメインヒロインとなっている。
OVA版では分析官山口玲子の姪として登場し、最後までマーズと行動を共にし、地球人権力者の謀略に巻き込まれる形で殺される。
総理大臣
日本国の総理大臣。小柄な体格で禿げ頭。ウラエウスの監視者の脅迫に「マーズを引き渡せば地球は滅ぶ…かといって渡さなければ日本は廃墟になる…わしにそんなむつかしい問題が解けるわけはないだろう！」と怯えていた。東京を襲撃した神体ラーによる体当たり攻撃で、建物の下敷きになって死亡。
防衛庁長官
日本の防衛庁の長官。岩倉記者の遺言によって、マーズが記憶を取り戻せば地球を破壊しかねないという驚愕の事実を知る。6神体からの攻撃から守ると同時にいつ記憶を取り戻すかわからないマーズを地下深くに軟禁することで、地球の爆破を防ごうとする。
後に岩倉記者が残した秋の島新島の記録データを解析させ、六神体が外部攻撃ではなく内部から破壊（作動停止）された場合はガイアーが爆発しないという報告を受け、マーズへの伝言を託した直後ラーの攻撃で死亡する。
ビミイ共和国の医者
第三神体で重傷を負ったマーズの治療を施した医者。マーズの身体が腐り始めたり毛髪が温度で硬くなったりする事からマーズが普通の人間ではないと指摘する。

## 宇宙人の兵器
地球破壊プログラム実行のため、宇宙人が地球に残した破壊兵器。原作では純粋に機械＝ロボットだが、OVA版では機械ではなく「命令を受けて動く細胞のかたまり」で、熱反応のみでレーダーやソナーには反応しない。これらの兵器の情報や地球破壊プログラムは、マーズが眠っていた秋の島新島に設置されたコンピュータ（直径1メートルほどの水晶）に記録されている。ただし、その情報が本当かどうかは不明。
タイタン
マーズの覚醒ともに目覚め、地球の調査を行った人間型巨大ロボット。調査結果は絶えずガイアーに送信され、タイタンが破壊された場合は人類がそれほど危険な存在となったことの証明となるため、地球を滅ぼすガイアーが目覚める。武器は持っていないが強固な装甲を持ち、攻撃を受けた際には拳や脚を振るって反撃を行うなど、最低限の戦闘機能はついている。
通常兵器の攻撃には無傷だったが、アメリカ海軍の核魚雷攻撃により破壊される。
名称はギリシア神話の巨神族ティーターンの英語名から。カラーリングは巻頭カラーだった第２話で上半身の彩色画があるため、市販フィギュア（食玩・ソフビ）は基本的にその準拠で塗装されている。（髪・胴＝黒、顔面・首元＝赤、腕＝青、眼・頬線＝黄(金)、胴装飾＝白(銀)）下半身は２色カラーの第5話で上陸時に露出するが、該当回での表現具合と上半身との兼ね合いから色彩を推定し製品化された。（腰＝黒、脚＝青、靴の周囲＝赤）
OVA『ジャイアントロボ THE ANIMATION -地球が静止する日』のOPにも登場する。テレビアニメ『六神合体ゴッドマーズ』では六神体（五神ロボ）の一つだが、デザインはまったく異なる。テレビアニメ『神世紀伝マーズ』のOPでは腕の部分にミサイル発射機構が装備されている。
ガイアー
マーズの守護ロボットであり、なおかつ宇宙人の最終地球破壊兵器でもある人間型巨大ロボット。タイタンが破壊された事で秋の島新島近辺の海底遺跡より目覚める。永きにわたり海底で眠っていたため表面にびっしり貝や藻が付着していたが、スフィンクスとの対戦時に熱線により全て焼け剥がれ、真の姿を現す。引力装置、光子弾、近接破壊装置を装備し、体内に地球破壊用の爆弾を持つ。マーズの命令に従い、マーズの命を守るように設定されている。
設計構造は人類の理解を超えており、後に人間の技術者が爆弾を無力化すべく解体を試みたが、部品ひとつ外すことはできなかった。
体内の爆弾は「マーズの命令」「マーズの死亡」「ガイアー自体の破壊」「六神体全ての破壊」。いずれかの条件により起爆する。
OVAではマーズの心理的動揺も起爆要因とされ、この場合に限り判定結果は不問に付すとされている。また、マーズの命令で起爆装置を外すことができ、自爆を阻止することが可能。
〈戦闘能力・機能〉
1. 全身から光子弾を発射する。その威力は触れたものを容易に塵と化し、六神体のバリヤーをも粉砕して破壊する。
2. 強力な引力装置を有する。バリヤーを破壊した神体の体を引きつけ、近接破壊装置で消滅させることもできる。
3. バリヤーで全面を保護することができる。このバリアーは六神体の武器では突破できないほど強固で、身近のマーズを含めた完璧な安全性を得られる。ただし、バリヤーを張っている際には光子弾や引力装置を使用することができない。
4. 水中の移動、飛行ともに可能。脚部に関節可動機構はあるが漫画中では歩行シーンは無く、常に直立で浮遊移動を行う。
5. 外殻も非常に強固で、他の六神体の攻撃にことごとく耐えた。（OVA版では、六神体でも破壊することが可能。）
6. 人工知能を擁するようで、マーズの命令を聞くだけでなく、マーズを保護するように動作することができる。

名称はギリシア神話の大地母神ガイアから。当初貝殻を纏っていた事もあり連載中にカラー画は無かったため、チャンピオンコミックス第４巻カバーイラストで彩色された上半身の姿がカラーでの初公開となった。（全体＝白(銀)、細装飾＝黄(金)、眼＝橙）また画の端に見切れる形で気付き難いが、胴体の｢Ｂ｣型装飾に囲まれた部分がこのイラストでは緑で塗られている（トリミング前の原画では明確）。後の豪華版発売時にカラー化されたページ（第３巻）でも全身カラーの画があるが、この緑色部分は再現されていなかったため、市販フィギュアでも緑を塗装する物（ソフビ）しない物（食玩）とに分かれている。また豪華版の新規イラストでは、眼を黄、頬の隈取りを紫とするカラーバリエーションも存在する。
OVA『ジャイアントロボ THE ANIMATION -地球が静止する日』のOPにも登場する。テレビアニメ『六神合体ゴッドマーズ』では「ガイヤー」という名で登場するが、デザインはまったく異なる。
六神体
ガイアーに呼応しペルー、エジプト、オーストラリア、中国、チベット、バハマ諸島から目覚めた。シン以降の三神体は核爆弾を持つ。
その装甲強度は通常兵器をまったく寄せ付けず、核爆発でも爆心地近くにいない限りは破壊できないほど強固であるが、異星人の残した武器（光子砲や破壊光線）ではダメージを受ける。1体でアメリカ大陸を焦土と化すことができる能力を持っているものの、六神体はあくまでガイアーの補助的な存在であり、ガイアーとの力の差は歴然としている。
六神体が1体破壊されるごとにガイアーのあごの、ヒゲを模したランプが対応して一個ずつ灯っていき、全て灯った際にはガイアー内部の爆弾が爆発するようになっている。これは「タイタンを破壊した地球人が、さらに六神体をも破壊できる力を持っていた場合」に、マーズの目覚めに関係なくガイアーを爆発させることができるように設定されていたもので、異星人の深謀遠慮及び、どちらかと言えば地球人を滅ぼす方向性の意思が強かったことが垣間見られる。
ただし、あくまでも「六神体すべてが、外からの攻撃によって破壊された時」にのみ連動して爆発するようになっており、「事故や、内部の故障による機能停止・及び破壊」が1体でもあった場合は、ガイアーの爆弾は爆発しない。第六神体のみが残った時、内蔵の核爆弾で自爆をしなかったのはそのため。
テレビアニメ『六神合体ゴッドマーズ』では巨大ロボ・ゴッドマーズを構成するパーツとなるロボに名称が転用されているが、設定やデザインは全く異なる。
ウラヌス
第一神体。巨大な顔型をした神体で、ペルーの山岳地帯に彫られていた顔面像の中から出現した（OVAでは中国福建省の無名の遺跡内）。搭乗する監視者と同じ顔をしている。富士山頂での戦いでガイアーの光子弾&近接破壊装置のコンボにより破壊される。
〈戦闘能力・機能〉
1. 気象兵器を内蔵しており、カラーテレビの広告アドバルーンに偽装して日本全土を吹雪で襲った。
2. 口から射出する矢のような武器は、空気を旋回させて物を吸いこんで破壊し、真空状態を作り出す機能があり、マーズを苦しめた。
3. 本体を回転させて岩石を砕くことができる。
4. 2足歩行ロボットを内蔵し、富士の測候所員を襲った。
5. バリヤーを張れるがガイアーの光子弾で破られた。

名称はギリシア神話の天空神ウラヌスから。巻頭カラーであった第２話の扉絵、及び掲載された号の雑誌表紙に先行登場しているため、カラーリングは早々に確定されていた。（全体＝緑青色、右目＝黄、左目＝赤、眉間のランプ＝目と左右逆の色）この神体は食玩で商品化されており、基本配色を守りながらも顔面＋耳を銅鉱色へと変更し、良アレンジが施されている。また口から射出する矢（稼働状態）は、豪華版の新規イラストで紅に彩色されていた。
OVA版では日本政府に「ダルマ」と呼ばれている。OVA『ジャイアントロボ THE ANIMATION -地球が静止する日』では「ウェラヌス」という名でOPやコミカライズ版などに登場する。テレビアニメ『神世紀伝マーズ』では真空を出す矢は「グラスボーの矢」という名称がつけられた。
スフィンクス
第二神体。エジプトのスフィンクスの中に隠されていた神体。スフィンクスその物の形状をしており四脚で疾走する。エジプトでガイアーと戦い光子弾で破壊される。
〈戦闘能力・機能〉
1. 六千度もの熱線攻撃で戦車をも溶解するが、ガイアーには効かなかった。
2. 陽炎により分身を作ることができる。
3. 六神体で唯一飛行能力が無く、また海を渡る手段も持たない。
4. 磁気嵐を巻き起こす。航空機の機能を無効化し、また引き寄せることができる。
5. 原作では空を飛ぶことも海を潜ることもできないためエジプトで事件を起こしマーズを呼び寄せるが、OVA版では海中を潜行してマーズが保護されている北海道に現れた。

名称は、ギリシャ神話では人の知恵を試す怪物とし伝承を残し、エジプト神話では王家の守護する聖獣として自身が潜伏していた「スフィンクス」から。連載時の彩色は２色カラーの第12話で確認できるが、この時点では遺跡に偽装した状態のため全面が岩肌の赤彩色。チャンピオンコミックス第２巻のカバーイラストで偽装崩壊する瞬間が描かれており眼が黄に変色している。偽装解除後＝ロボット状態での彩色は豪華版第２巻での彩色追加ページで確認されており、黒いボディは青光沢を帯び、眼と額ランプが橙に発色している。
OVA版では「オルトス」という名で登場する。
第三神体
巨大な長髪に包まれた頭部の、全体的には猛禽をモチーフとしたような形状をした神体。高速で飛行して航空機で移動中のマーズを襲った。ガイアーの光子弾と近接破壊装置のコンボにより破壊される。出現地は不明（中国、チベットのいずれか）。
〈戦闘能力・機能〉
1. 金属をも溶かす放電弾が主な武器。しかしガイアーには効かなかった。
2. 飛行探知ロボット多数を射出できる。
3. 自動操縦装置があり、切り替えることで無人でもある程度飛行・稼働できる。

モチーフの原典は不明だが、1970年代アメリカのロックバンド「エンジェル（ANGEL）」のエンブレムにも同様のモチーフが採用されており、レコードジャケット等に使用されている。神体の彩色確認は六神体中最も遅れて、文庫本第２巻の新作カバーイラストにて全身金色（眼＝赤、ボタン状の装飾＝緑）と判明した。そのほとんどが黒か緑を基調とする六神体の中では特異な存在である。なお先述の「エンジェル」が使用したエンブレムも同様の金色であり、共通の引用元が示唆される。内部搭載される飛行探知ロボットはチャンピオンコミックス第３巻のカバーイラストに登場しており、先に彩色が確定（薄緑色）していた。
OVA版では「ヘリオス」、テレビアニメ『神世紀伝マーズ』では「センサーハンター」という名で登場する。テレビアニメ『六神合体ゴッドマーズ』には該当する名称は登場しない。『ジャイアントロボ　地球が燃え尽きる日』では「サリー」と言う名で登場している。『バビル2世 ザ・リターナー』では「ミカエル」という名で登場している。
シン
第四神体。土偶のような形状の神体で、四肢に相当する部分はあるが可動させる事はなく直立状態のまま浮遊移動する。ガイアーとの戦闘中に地中深く潜り自爆、地震を発生させ、マーズの抹殺を図った。出現地は不明（中国、チベットのいずれか。OVAではオーストラリアキンバレー山脈の無名の山の雪中）。
地震による大地の崩壊に巻き込まれそうになったマーズは、ガイアーの引力光線により救出されるが、一緒に引き寄せられた岩盤に潰され虫の息になる。
〈戦闘能力・機能〉
1. ロボットの目から光線を発して攻撃する。ガイアーのバリヤーには効かなかった。
2. 核爆弾を搭載しており、それを地中で爆発させて地震を発生させる。
3. 地震を引き起こすための地下エネルギー探査機を多数搭載している。
4. 本体を回転させて地面を掘削して進むことができる。

名称はメソポタミア神話の月の神シンから。彩色画は豪華版第２巻の目次ページイラストが唯一の存在で、全身濃緑色（胸のベタ部分のみ黒）。食玩ガイアーの台座として立体化されているが、全体茶系＋黄色の眼という別の彩色がされていた。
OVA版では「オイディプス」の名で登場予定であった。OVA『ジャイアントロボ THE ANIMATION -地球が静止する日』では「ウラエヌス」の名で登場する。
ウラエウス
第五神体。バハマ諸島沖（OVAではアメリカハワイ島のダイヤモンドヘッド地下）から出現したとされる目玉模様のついた潜水艦のような神体。体が腐食したマーズの治療を阻むため、秋の島新島を攻撃する。その後東京に現れて破壊行為を行うが、マーズのおとり作戦にかかって警備艦「ゆきかぜ」を攻撃したところをガイアーに攻撃され、最後は核爆弾で自爆した。
〈戦闘能力・機能〉
1. 海中を進むことも飛行することも可能。
2. 艦橋?上の触手状の器官から破壊光線を発射する。
3. 核爆弾を内蔵し、投下することも可能。
4. バリヤーを張って秋の島新島からの攻撃を防いだ。

名称はエジプト神話のイアールト（ウレリト）のラテン語名ウラエウス（Uraeus、ファラオを守る聖蛇）から。シン同様、豪華版第３巻の目次ページイラストが唯一の彩色画となる。黒い本体に加え、艦首のスクリーントーンで処理される部位は紅、巨大な眼の白目にあたる部分と鼻は黄、触手状器官から光線を発射する部位も黄(金)の彩色。
テレビアニメ『六神合体ゴッドマーズ』には登場しない。
ラー
第六神体。オーストラリアのキンバリー山脈の山の中（OVAではアメリカニューヨークの国連事務局ビル真下）から出現した黒い球体の神体。触手と電磁兵器を主な武装とし、さらに核爆弾（『神世紀伝マーズ』では高エネルギー弾）を装備している。強固な外装を持つ代わりに視界が限定されており、探知ロボットでカバーしていた。マーズにより内部から停止（≠破壊）させられる。
〈戦闘能力・機能〉
1. 海中を進むことも飛行することも可能。
2. 球体を利しての体当たり攻撃ができる。
3. 表面の突起が放電機状になって光線攻撃をしたり、触手状に変化して物理攻撃や電撃を行う。しかしガイアーには効かなかった。
4. 核爆弾を内蔵し、投下することも可能。
5. 飛行型探知ロボットを多数搭載。

名称はエジプト神話の太陽神ラーから。初の彩色画はチャンピオンコミックス第５巻でのカバーイラストであるが、予想通り漆黒の本体と、金属光沢を持つ触手格納部という配色であった。ちなみに放電機および触手を展開した状態でのカラーイラストは１枚も無い。
OVA版では「カオス」の名で登場予定であった。テレビアニメ『神世紀伝マーズ』では過去の回想で同型の量産機が登場した。
秋の島新島
日本領海上の太平洋上(?)に海底火山の噴火でできた新島。モデルは1973年の火山活動で生まれた西之島新島。当時の新島ブームの影響だった。
隆起した島の地下にマーズの格納室があり、人造細胞液装置や学習機器が備えられている。また周囲は自動防衛システムによる光子砲と破壊光線砲で守られており、その威力はウラエウスの破壊光線照射装置を破壊し大ダメージを与え、また自衛艦をも消滅させたほどである。
テレビアニメ『神世紀伝マーズ』では「平成新島」という名称になっており、格納室には「プロジェクト・ラボ」という名称がつけられた。
時計
OVA版に登場。監視者が本拠地としているニューヨークのビルの一室に設置されている、約1万年前から動き続けている大きな置き時計。監視者たちも知らない重要な秘密を持っており、地球人の狡猾さと邪悪さがマーズと監視者たちの予想を超えていた場合に備えた最後の自爆装置が仕込まれており、予定されたOVA版の最後でマーズを騙し討ちにかけた一部地球人権力者の暴走によって、マーズの死と共に発動する。

## 書誌情報

### 単行本
- 横山光輝 『マーズ』 秋田書店〈チャンピオンコミックス〉、新書判、全5巻

| 巻数 | 発行日         | ISBN          |
| ---- | -------------- | ------------- |
| 1    | 1976年 8月10日 | 4-253-03393-8 |
| 2    | 1976年12月30日 | 4-253-03394-6 |
| 3    | 1977年 2月25日 | 4-253-03395-4 |
| 4    | 1977年 3月25日 | 4-253-03396-2 |
| 5    | 1977年 4月30日 | 4-253-03397-8 |

初の単行本化で各巻カバー正面・側面イラストは描き下ろし。全ページ黒単色での収録。各話扉絵および繋ぎが不自然になるページを削除、新たに章タイトルを付けるため該当ページにトリミング、ページ順の変更（第28話）、セリフの変更追加、細部加筆等の変更が加えられており、秋田書店単行本の底本となっている。

### 豪華版
- 横山光輝 『マーズ』 秋田書店〈横山光輝豪華版シリーズ〉、四六判、全3巻

| 巻数 | 発行日         | ISBN          |
| ---- | -------------- | ------------- |
| 1    | 1993年 9月25日 | 4-253-10300-6 |
| 2    | 1993年10月30日 | 4-253-10301-4 |
| 3    | 1993年11月30日 | 4-253-10302-2 |

各巻のカバー・中表紙・目次ページに描き下ろしカラーイラストを計９点収録。また本編各巻の冒頭６ページ分が彩色されフルカラーとなっている（第１話冒頭、第13話20〜25ページ目、第31話7〜12ページ目）。なお第１話は雑誌掲載時も２色カラーであったが、この彩色パターンは受け継がれておらず新規のカラー化となっているため、登場する航空機の色塗り分け等は全く異なる。またセリフに関しては時代と共に不適切とされてきた表現を修正している。

### 文庫版
- 横山光輝 『マーズ』 秋田書店〈秋田文庫〉、A6判、全3巻

| 巻数 | 発行日         | ISBN          | 解説           |
| ---- | -------------- | ------------- | -------------- |
| 1    | 2000年10月10日 | 4-253-17588-0 | 藤川桂介       |
| 2    | 2000年12月10日 | 4-253-17589-9 | いちかわさとし |
| 3    | 2001年 2月10日 | 4-253-17590-2 | 岬兄悟         |

本編に関しては豪華版に準拠し、各巻冒頭のフルカラーも再現。豪華版での描き下ろしイラストは未収録だが、新規のカバーイラスト計３点と、巻末に解説を新収録。

### コンビニ版
- 横山光輝 『マーズ』 秋田書店〈AKITA TOP COMICS WIDE〉、B6判、全2巻

| 巻数 | 発行日         | ISBN          |
| ---- | -------------- | ------------- |
| 前編 | 2005年10月 1日 | 4-253-24080-1 |
| 後編 | 2005年11月24日 | 4-253-24081-X |

新規描き下ろしは無し。表紙は（前編）＝連載第２話扉イラスト、（後編）＝チャンピオンコミックス第４巻カバーイラストの流用

### オリジナル版
- 横山光輝 『マーズ《オリジナル版》』 復刊ドットコム、B5判、全3巻

| 巻数 | 発行日         | ISBN              |
| ---- | -------------- | ----------------- |
| 01   | 2018年 8月20日 | 978-4-8354-5602-7 |
| 02   | 2018年10月20日 | 978-4-8354-5603-4 |
| 03   | 2018年12月20日 | 978-4-8354-5604-1 |

連載初出時の状態をできる限り再現。全話扉絵、カラーページ（フルカラー第２話6ページ、２色カラー第１話15ページ・第２話14ページ・第５話16ページ・第12話15ページ・第16話14ページ）も忠実復刻。各巻図説、次回予告コレクション、単行本コレクションを収録。なお連載時の話数毎で区切るため、同じ３巻分冊ではあるが豪華版&文庫版とは収録話の切れ目が異なる。

## アニメーション
1981年のテレビアニメ『六神合体ゴッドマーズ』は本作の初アニメ化作品。ただし作者である横山の「好きに作っても構わない」の発言により、大幅に作風が変わっている。詳細は当該項目を参照のこと。
1994年のOVA『マーズ』は、2度目のアニメ化作品。基本的に原作に忠実であるが、細かい部分で設定変更が行われている。
2002年のテレビアニメ『神世紀伝マーズ』は、3度目のアニメ化作品。こちらは一部設定や物語の結末を除けば、ほぼ原作に忠実である。
それ以外にも1992年のOVA『ジャイアントロボ THE ANIMATION -地球が静止する日』や2001年のテレビアニメ『バビル2世』などに、本作をモチーフとするキャラクターが多数登場する。

### OVA
1994年にKSS.FILMSよりOVAとして全4巻の予定で発売されるも、OVAに参入したばかりのケイエスエスでは「とりあえず2巻発売し、売り上げが良かったら続刊する」という方針をとり、結果として3巻以降は発売されなかった。その後の展開は、脚本の十川誠志によるノベライズ版（ソノラマ文庫、1994年、絶版）で確認できる。もともと地球を消滅させて完結する予定だったため、最後に地球は消滅するが、その理由は原作と異なる。ソフトガレージよりDVD版が発売されている。
ソノラマ文庫に収録された監督と脚本家の対談によると、『ジャイアントロボ THE ANIMATION -地球が静止する日』を超える横山ロボットアニメの最高傑作を作るために企画されたが、原作内容からそれは無理があるため、地球滅亡に向かっての実戦シミュレーション風作品になり、海上自衛隊や海上保安庁への取材も行われた。
1. SILENT CRISIS ISBN 4-257-76704-9
2. SILENT HARMAGEDDON ISBN 4-257-76705-7

キャスト
- マーズ - 佐々木望
- 山口玲子 - 篠原恵美：防衛庁の軍事アナリストで本作の主役。原作の岩倉記者にあたる人物。
- 山口晴美 - 平松晶子：玲子の姪。マーズとコミュニケーションを取るために玲子に呼ばれ、バイト感覚で関わり巻き込まれる。
- 官房長官 - 小林修
- 大垣 - 関俊彦：防衛庁特務部のシステムエンジニア。マーズの秘密を解明するため、秋の島新島の宇宙人遺跡のコンピュータ情報の解析を行う。
- 山口医師 - 森川智之
- こんごう艦長 - 中村秀利
- こんごう副長 - 荒川太郎
- こんごう通信士 - 星野充昭
- アル - 川久保潔
- ミロ - 中尾隆聖
- ギル - 若本規夫
- シン - 千葉繁
- ニケ - 冬馬由美
- ラー - 安原義人

スタッフ
- 企画 - 中野徹
- 監督・絵コンテ - 西村純二
- 脚本 - 十川誠志
- キャラクターデザイン・作画監督 - 本橋秀之
- 神体デザイン - 森木靖泰
- メカニックデザイン - 佐藤千春（ACT-1）
- 兵器デザイン - 堀井敏之（ACT-2）
- メカニック作画監督 - 渡部圭祐
- 演出 - 篠原俊哉（ACT-1）、日巻裕二（ACT-2）
- 美術監督 - 宮前光春、本田修
- 撮影監督 - 細野正
- 音楽監督 - 和田薫
- 音響監督 - 岩浪美和
- プロデューサー - 浅賀孝郎、望月正雄、南沢道義
- 制作プロデューサー - 中野徹、南喜長
- 制作 - 81プロデュース
- 制作協力 - Bee Media
- 製作 - ケイエスエス

イメージソング
- 目覚めの果てに：歌 - 佐々木望
- MARS〜最後の審判〜 ：歌 - 篠原恵美
- そよ風のTemptation ：歌 - 平松晶子

全て、作詞 - 真々花子、作曲 - 由比正雪、編曲 - 湯川徹。

### テレビアニメ『神世紀伝マーズ』
2002年10月31日から2003年2月6日まで毎週木曜9時30分から10時00分の時間帯においてアニメシアターXで全13話が放送された。また、2006年10月20日から2007年1月17日にBIGLOBEストリームで無料配信が行われた。
ストーリーは基本的に原作と同じ展開であるが、オリジナルキャラクター「ミューズ」の登場などによって、ラストシーンが原作と違っている。パンドよりDVD版全7巻が発売された。
キャスト
- マーズ - 関智一
- ミューズ - かかずゆみ
- 春美 - 増田ゆき
- 横山教授 - 花田光
- 岩倉記者 - 子安武人
- ハザード - 西松和彦
- ホッパー - 森田順平
- エリント - 小関一
- ブロック - 戸部公爾
- アクセル - 一条和矢
- ラッシュ - 中田譲治

主題歌
オープニングテーマ「花園キネマ」
作詞 - HAKUEI / 作曲・歌 - PENICILLIN
エンディングテーマ「an eternity」
作詞 - 柚木美祐 / 作曲 - 元倉宏 / 編曲 - AMAZeus / 歌 - ALLEY:A
スタッフ
- 原作 - 横山光輝
- 企画 - 今西和人、円谷粲
- 監督 - ふじもとよしたか
- シリーズ構成・脚本 - 藤川桂介
- キャラクターデザイン - 智秋
- メカニックデザイン - 伊藤浩二
- 美術監督 - 岩瀬栄治
- 音響監督 - 早瀬博雪
- 撮影監督 - 村松孝記
- 編集 - 田熊純
- 色彩設計 - 中野倫明
- 音楽 - 元倉宏、AMAZeus
- 音楽プロデューサー - 折本雄一
- エグゼクティブプロデューサー - 山本彰伸、杉山章、今井朝幸
- プロデューサー - 藤本健治、土橋哲也、中田和久、笠倉隆、岡川晃基
- アニメーション制作 - プラム、スタジオガッツ
- 製作 - AT-X、MEDIA NET、ニューセレクト、円谷映像

| 話数 | サブタイトル             | 絵コンテ   | 演出       | 作画監督       | 放送日          |
| ---- | ------------------------ | ---------- | ---------- | -------------- | --------------- |
| 1    | 早すぎた目覚め           | 佐藤昌文   | 佐藤昌文   | 飯飼一幸       | 2002年 10月31日 |
| 2    | 封印された神託           | 大西景介   | 辻泰永     | ハットリマスミ | 11月7日         |
| 3    | 吹雪の中の死闘           | 倉井サトシ | 倉井サトシ | 桜井木ノ実     | 11月14日        |
| 4    | スフィンクス熱砂を駆ける | 伊藤浩二   | 西村大樹   | 関崎高明       | 11月21日        |
| 5    | 雷鳴轟く山岳地帯         | 佐藤昌文   | 佐藤昌文   | 飯飼一幸       | 11月28日        |
| 6    | 追撃!                    | 大西景介   | 辻泰永     | ハットリマスミ | 12月5日         |
| 7    | 追いつめられたマーズ     | 倉井サトシ | 山口美浩   | 桜井木ノ実     | 12月12日        |
| 8    | 天の川星神伝説           | 伊藤浩二   | 西村大樹   | 伊藤浩二 窪敏  | 2003年 1月2日   |
| 9    | 地獄から地獄へ           | 佐藤昌文   | 佐藤昌文   | 飯飼一幸       | 1月9日          |
| 10   | 東京クライシス!          | 大西景介   | 辻泰永     | ハットリマスミ | 1月16日         |
| 11   | 地球危機一髪             | 倉井サトシ | 山口美浩   | 桜井木ノ実     | 1月23日         |
| 12   | 赤い星での壮大な過ち     | 伊藤浩二   | 西村大樹   | 窪敏 伊藤浩二  | 1月30日         |
| 13   | さらば地球よ             | 佐藤昌文   | 佐藤昌文   | 飯飼一幸       | 2月6日          |

## 関連作品
バビル2世 ザ・リターナー
野口賢の漫画。横山光輝の『バビル2世』の続編として描かれているが、『マーズ』とのクロスオーバーも盛り込まれ、マーズはバビル2世と共闘することになる。